# NGC 3831
NGC 3831 este o galaxie seyfert de tip 2⁠(d) situată în constelația Cupa. A fost descoperită în 9 martie 1828 de către John Herschel. Se află la o distanță de 49,66 de megaparseci de Pământ.